# Hoplophryne
Genre
Hoplophryne est un genre d'amphibiens de la famille des Microhylidae.

## Répartition
Ce genre regroupe deux espèces endémiques de Tanzanie.

## Liste des espèces
Selon Amphibian Species of the World (19 novembre 2013) :
- Hoplophryne rogersi Barbour & Loveridge, 1928
- Hoplophryne uluguruensis Barbour & Loveridge, 1928

## Publication originale
- Barbour & Loveridge, 1928 : A comparative Study of the Herpetological Faunae of the Uluguru adn Usambara Mountains, Tanganyika Territory with Descriptions of new Species. Memoirs of the Museum of Comparative Zoӧlogy, vol. 50, no 2, p. 1-265 (texte intégral).